# Utilero
Utilero o atrecista (del italiano, atrezzista) es un oficio del teatro con el que se denomina al encargado de los útiles (enseres, objetos) que aparecen en el escenario para una representación teatral. Forma parte del equipo de utilería o atrezzo. El término se ha hecho extensivo al mundo del cine, y en algunos países de Hispanoamérica a los empleados encargados de cuidar la indumentaria de los jugadores de fútbol en instalaciones deportivas, equivalente a utillero.

## En el teatro
El utilero realiza trabajos de asistencia a los actores/actrices y en el manejo de los pequeños elementos cambiantes en la escenografía. Se encarga también de su mantenimiento, reparación y almacenamiento después de la función. El utilero de teatro puede crear objetos que no existen en la realidad cotidiana, o modificar elementos de utilería por cuestiones de estética o de estilo y para adaptarlos a la acción dramática. Por ejemplo, si una silla tiene que romperse en un preciso instante, el utilero ingeniará un dispositivo, activado por el actor en el momento requerido, para simular la rotura del mueble y tal vez una caída. Asimismo se encarga de ambientar los accesorios para adaptarlos al conjunto del decorado, pintándolos de otro color, modificando su acabado, envejeciéndolos o haciéndolos parecer como nuevos si se compraron de segunda mano.
En teatro, el utilero depende del escenógrafo, del diseñador de vestuario y del director de escena. En cine, depende del director artístico.

## En el deporte (utiLLero)
El utilero (aquí la palabra exacta será utillero, de manejar el utillaje deportivo) deportivo puede realizar labores como el lavado, reparación y cosido de las prendas que utilizan los deportistas, el cuidado de las botas, ropa de entrenamiento, indumentaria oficial, etc. Igualmente, vela porque estén disponibles los dorsales y prepara las bolsas con el material en los desplazamientos y su distribución en las taquillas de los jugadores. En muchas ocasiones, sobre todo, en categorías inferiores, el utilero asume funciones de todo tipo dentro del club, desde el mantenimiento de las instalaciones, hasta labores de logística y manutención del equipo en los desplazamientos.